# Phyllobioides
Phyllobioides — род долгоносиков-скосарей из подсемейства Entiminae.

## Описание
Усики с толстым жгутиком, 4—7-й сегменты которого резко поперечные. Лоб и основная половинка головотрубки в продольной штриховке. Надкрылья более или менее параллельносторонние.

## Виды
В составе рода:
- Phyllobioides rugifrons (Hochhuth, 1851)
- Phyllobioides crassicornis Formánek, R., 1923